# Mòdul d'un nombre complex
Donat un nombre complex z = a + ib, es defineix el mòdul del nombre complex com el nombre real positiu {\displaystyle |z|={\sqrt {a^{2}+b^{2}}}={\sqrt {z{\overline {z}}}}} (veure arrel quadrada i conjugat).
El nom de mòdul fou creat per Jean-Robert Argand en el seu Assaig sobre una manera de representar les quantitats imaginàries amb construccions geomètriques.
Si es representa el nombre complex com un vector que va de l'origen fins a un punt del pla que té per ordenada la part real del nombre complex i per abscissa la part imaginària, el mòdul del vector és el mòdul del nombre complex.

## Propietats principals
El mòdul verifica les següents propietats:
1. {\displaystyle {\left|z\right|}\geq 0\,}
2. {\displaystyle {\left|z\right|}=0\Leftrightarrow z=0\,}
3. {\displaystyle {\left|z_{1}.z_{2}\right|}=\left|z_{1}\right|.\left|z_{2}\right|\,}
4. {\displaystyle \!{\left|{{z_{1}} \over {z_{2}}}\right|}={{\left|z_{1}\right|} \over {\left|z_{2}\right|}},\;si\;{z_{2}}\neq {0}\,}
5. {\displaystyle {\left|z_{1}+z_{2}\right|}\leq {\left|z_{1}\right|+\left|z_{2}\right|}\,} : desigualtat triangular
6. {\displaystyle {\left|z_{1}-z_{2}\right|}\geq {{\Big |}{\left|z_{1}\right|-\left|z_{2}\right|}{\Big |}}\,}

Si s'interpreta z com un punt en el pla, és a dir, si es considera la seva imatge, llavors |z| és la distància de la imatge de z a l'origen.
És útil interpretar l'expressió |x - y| com la distància entre els dos nombres complexos x i y en el pla complex.
L'aplicació següent és una distància:
{\displaystyle {\begin{array}{ccc}\mathbb {C} \times \mathbb {C} &\rightarrow &\mathbb {R} _{+}\\(z_{1},z_{2})&\mapsto &|z_{1}-z_{2}|\end{array}}}

## Altres propietats
Per a tot complex z, {\displaystyle |{\overline {z}}|=|z|=|-{\overline {z}}|=|-z|}.
Per qualsevol parella de reals x i y, {\displaystyle |x|\leq {\sqrt {x^{2}+y^{2}}}=|x+iy|} i {\displaystyle |y|\leq {\sqrt {x^{2}+y^{2}}}}
(|x| i |y| són els valors absoluts respectivament de x i de y)
Cas d'igualtat en la desigualtat triangular
Per a tots els nombres complexos z i z', |z+z'|=|z|+|z'| si i només si {\displaystyle {\overline {z}}z'\in \mathbb {R} _{+}}, si i només si existeix un real positiu {\displaystyle \lambda } tal que {\displaystyle z'=\lambda z} o {\displaystyle z=\lambda z'}, i si i només si les imatges de z i z' pertanyen a una mateixa semirecta d'origen O.
Sia n un nombre natural no nul, i {\displaystyle z_{1},z_{2},\cdots ,z_{n}} n nombres complexos. Es té {\displaystyle |z_{1}+z_{2}+\cdots +z_{n}|\leq |z_{1}|+|z_{2}|+\cdots +|z_{n}|} (desigualtat triangular generalitzada).
Hi ha igualtat si i només si les imatges {\displaystyle M_{k}} dels nombres complexos {\displaystyle z_{k}} pertanyen a una mateixa semirecta d'origen O.
El conjunt {\displaystyle \mathbb {U} } dels nombres complexos de mòdul 1 és un subgrup de {\displaystyle \left(\mathbb {C} ^{*},\times \right)}
L'aplicació {\displaystyle z\mapsto |z|} de {\displaystyle \left(\mathbb {C} ^{*},\times \right)} en {\displaystyle \left(\mathbb {R} ^{*},\times \right)} és un morfisme de grups. El seu nucli és el conjunt {\displaystyle \mathbb {U} }.
S'anomena {\displaystyle \mathbb {U} } el grup de les unitats.